# Michaił Kalmus
Michaił Michajłowicz Kalmus, ros. Михаил Михайлович Кальмус (ur. 1908 lub 1909 w Nikopolu, zm. 10 września 1944) – radziecki oficer.

## Życiorys
Urodził się w 1908 lub w 1909. Brał udział w II wojnie światowej w szeregach Armii Czerwonej. W stopniu majora gwardii sprawował funkcję agitatora w departamencie politycznym 129 Gwardyjskiej Dywizji Strzelców. Wraz z frontem wschodnim dotarł na tereny polskie. Poległ w walkach z Niemcami 10 września 1944.
Został pochowany w mogile nr 87 na terenie kwatery żołnierzy Armii Czerwonej na Cmentarzu Centralnym w Sanoku.
Jego żoną była Klaudia (Kławdija), z którą miał czworo dzieci: Margeritę, Edwarda, Swietłanę i Gieorgija.